# Anita Sjöberg
Anita Kristina Sjöberg, född 30 september 1939 i Eskilstuna, är en svensk journalist. 
Sjöberg, som är dotter till Holger Sjöberg och Hildur Linde, avlade realexamen 1956, studerade vid Kilburn Polytechnic College i England 1956–1957, vid Poppius journalistskola 1957–1958 och i Kalifornien 1965. Hon var anställd på tidningen Folket i Eskilstuna 1958–1960, på United Press International i Stockholm 1960–1961, på Bildjournalen 1961–1963, på Stockholms-Tidningen 1963–1966, frilansjournalist 1967–1968, anställd på tidningen Vi i Stockholm 1970, var reportagechef där 1975–1980 samt reporter och kåsör där från 1980. Hon var redaktionsråd på Inside Sweden 1986–1990. 
Sjöberg har utgivit Flykten till missbruk (tillsammans med Dag Notini 1976), Bryggan (1995) och Bara en mormor (2004) samt medverkade i Fnitter-böckerna (1981–1986).